# هيدراميثيلنون
هيدراميثيلنون مركب عضوي فلورين. ومن المعروف أيضا باسم AC 217300. إنه في فئة كيميائية تسمى ثلاثي فلورو ميثيل أمينوهيدرازون، وهو مثبط أيضي. يصنف على أنه مبيد حشري مصمم لمكافحة الحشرات الضارة بالإنسان. إنه يعمل عن طريق تثبيط المركب III في الغشاء الداخلي للميتوكوندريا ويؤدي إلى وقف الفسفرة المؤكسدة. يستخدم في المقام الأول كمبيد حشري في شكل طُعم للصراصير والنمل. بعض ماركات المبيدات الحشرية التي تشمل هيدراميثيلنون هي أمدرو وبلاتكس وكومبات وسايفورسي وسايكلون وفاسلين وجرانتس وامباكت وماتوكس وماكسفورس وبيرامدرون وسيج وسكوتل ووايباوت. هيدراميثيلنون هو سم بطيء المفعول مع سمية متأخرة يجب تناولها حتى تكون فعالة.

## علم السموم
الهيدراميثيلنون له سمية منخفضة في الثدييات. الجرعة المميتة 50 عن طريق الفم هي 1100-1300 ملغم/كغم في الجرذان وأكثر من 28000 ملغم/كغم في الكلاب. الهيدراميثيلنون سام للأسماك. تبلغ LC50 لمدة 96 ساعة في تراوت قوس قزح 0.16 ملغم/لتر، و0.10 ملغم/لتر في سمك السلور القناة، و1.70 ملغم/لتر في أسماك الشمس الزرقاء الخيشوم.
أدى تناول الهيدراميثيلنون، عند إطعامه للجرذان لمدة عامين، إلى زيادة أورام الرحم والغدة الكظرية عند أعلى جرعة، لذلك، تصنف وكالة حماية البيئة الهيدراميثيلنون على أنه مادة مسرطنة محتملة للإنسان.

## روابط خارجية
- صحيفة الوقائع الفنية عن هيدراميثيلنون-المركز الوطني للمعلومات عن مبيدات الآفات.
- صحيفة الوقائع العامة عن هيدراميثيلنون-المركز الوطني للمعلومات عن مبيدات الآفات.
- ملف معلومات هيدراميثيلنون مبيدات الآفات-تمديد شبكة علم السموم.
- ماكسفورس صحيفة بيانات سلامة المادة.
- أمدرو صحيفة بيانات سلامة المادة.